# Янчук Віктор Миколайович
Віктор Миколайович Янчук (нар. 2 липня 1941) — радянський і російський тенісист і тренер з тенісу. Заслужений тренер РРФСР, кандидат педагогічних наук .

## Біографія
Народився 2 липня 1941 року в м Алма-Аті. Почав займатися тенісом з 15 років. Учасник Всесоюзної спартакіади школярів (1957, Рига) і Спартакіади народів СРСР (1959, Москва) в складі збірної команди Казахстану.
Закінчив Казахстанський державний університет - КазГУ (1958-1963) і Казахський інститут фізичної культури (заочно - 1966), кандидат педагогічних наук, захистив дисертацію на тему «Сучасні тенденції розвитку техніки пересувань тенісистів і методика її вдосконалення (1983).
Тренер з тенісу в Казахстанському держуніверситеті (1959-1962 рр.), в Алма-Атинській обласних радах ДСО «Енбек» і «Динамо», ДСТ «Буревісник» (1962-1967 рр).
У 1967 році переїхав до Москви. Старший тренер ДЮСШ ЦСКА (1970-1981 рр), тренер-консультант ТК ЦСКА (з 1991). Капітан збірної команди Росії в розіграші Кубка Федерації (1992-1996 рр) і команди Росії дівчат в розіграші Кубка Гельвеція (1982; 1-я перемога радянських тенісистів в розіграші даного кубка). Головний тренер тенісного клубу «Жуковка» (з 1998). Серед вихованців Віктора Янчука - Н. Бикова, Д. Ломанов (тренував спільно з А. Афанасьєвим і В. Полтевим), А. Ольховський, К. Пугаєв.
У процесі вивчення техніки тенісу за допомогою аналізу кіно-фото матеріалів в 1965 році першим відкрив і описав «розніжку» (split-step) - універсальний старт, виділивши цей ключовий технічний елемент з безлічі інших елементів пересувань тенісиста по корту (біг, схресний біг, приставні кроки, стрибки, підскоки, випади, повороти, розвороти, і ін.).
У 1967 році вступив до аспірантури Російський державний університет фізичної культури, спорту, молоді та туризму і переїхав до Москви. Перша публікація про розніжку з'явилася в збірнику тез молодих вчених інституту в 1968 році, а у відкритій пресі -в журналі «Кёхакультуур» (1969, №10, Таллінн).
Старший тренер ДЮСШ ЦСКА (1970-1981), старший тренер ШВСМ Спорткомітету р. Москви (1981-1982). Капітан збірної команди СРСР (дівчат до 16 років), яка виграла вперше європейський Кубок Гельвеція (1982, Швейцарія, м Леза).
Перший капітан збірної жіночої команди Росії на Кубку Федерації (1992-1996).
Серед його вихованців : мс мк Н. Бикова (№ 70 WTA) і Д.Ломанов, змс К.Пугаєв і А.Ольховский (№ 49 АТР), Г.Воскобоєва (№ 80 WTA), фіналістка серед юніорок US-Open (2009) Я. Бучина.
Заслужений тренер РРФСР (1981). Державний тренер з тенісу Управління спортивних ігор Спорткомітету СРСР (1982-1991), представник Федерації тенісу СРСР в межднародного тенісних організаціях - ІТФ і ЕТА (1983 - 1990). Удостоєний нагороди ІТФ «За розвиток тенісу» (2018).
Автор ряду персональних фотовиставок, лауреат міжнародного фотоконкурсу «Вімблдон - 89». 
Автор книг : «Теніс. Прості істини майстерності», «12 уроків тенісу»,«Довірчі поради Янчука та ... », співавтор (разом з Ш.Тарпіщевим) «Зброя чемпіона» (2020). 
Введено в «Зал російської тенісної слави», як кращий тренер Росії (2015). 